# John Mayall
Pour les articles homonymes, voir Mayall.
John Mayall, né le 29 novembre 1933 à Macclesfield (Angleterre) et mort le 22 juillet 2024 à Los Angeles (Californie), est un musicien britannique de blues. 
Il est à la fois chanteur, harmoniciste, claviériste, guitariste et auteur-compositeur. Il est considéré comme le père du British blues.

## Biographie
John Brumwell Mayall naît à Macclesfield, une petite ville près de Manchester où il est bercé par les disques de jazz de son père et influencé par des artistes comme Leadbelly, Big Bill Broonzy, Albert Ammons, Pete Johnson, Charlie Christian, Django Reinhardt et Eddie Lang (son bluesman préféré restant J.B. Lenoir). À l'âge de douze ans, il entreprend seul l'apprentissage de la guitare et de l'harmonica, à treize ans, il s'exerce à la technique du boogie-woogie au piano. Profondément original, il fabrique et décore lui-même ses guitares, il vit même un certain temps dans une grande cabane en haut d'un arbre, équipée d'un réfrigérateur et d'un tourne-disques.
John Mayall travaille d'abord plusieurs années comme graphiste, emploi qu'il abandonne définitivement à 30 ans, pour former The Bluesbreakers, qui reste le nom de son groupe près de cinquante ans après ses débuts. Pendant deux ans, de juin 1969 à l'été 1971, il opte pour une formule sans batteur, produisant deux de ses albums les plus originaux, The Turning Point avec Jon Mark à la guitare acoustique, et Usa Union, avec le violoniste Don "Sugarcane" Harris et le bassiste Larry Taylor, ainsi que Back to the Roots avec nombre de ses anciens musiciens. Fin 1969, il s'installe en Californie, à Laurel Canyon, Hollywood, Los Angeles, tous ses musiciens sont depuis américains. En 1979, un incendie se déclare dans sa maison, détruisant toutes ses archives, personnelles comme professionnelles.
Lors du fameux British Blues Boom anglais, à partir de 1963, les Bluesbreakers deviennent une véritable pépinière de talents pour le blues britannique, en révélant de très nombreux musiciens de talent, notamment les bassistes Jack Bruce et John McVie (futur Fleetwood Mac) , les batteurs Aynsley Dunbar et son grand ami Keef Hartley (qui par la suite créera le Keef Hartley Band), les guitaristes Eric Clapton (qui forme ensuite Cream), Peter Green (fondateur de Fleetwood Mac avec le batteur des Bluesbreakers Mick Fleetwood), Mick Taylor (qui va rejoindre les Rolling Stones), puis Freddy Robinson, Walter Trout, Coco Montoya et Buddy Whittington.

### 1965 - 1966: John Mayall and The Bluesbreakers

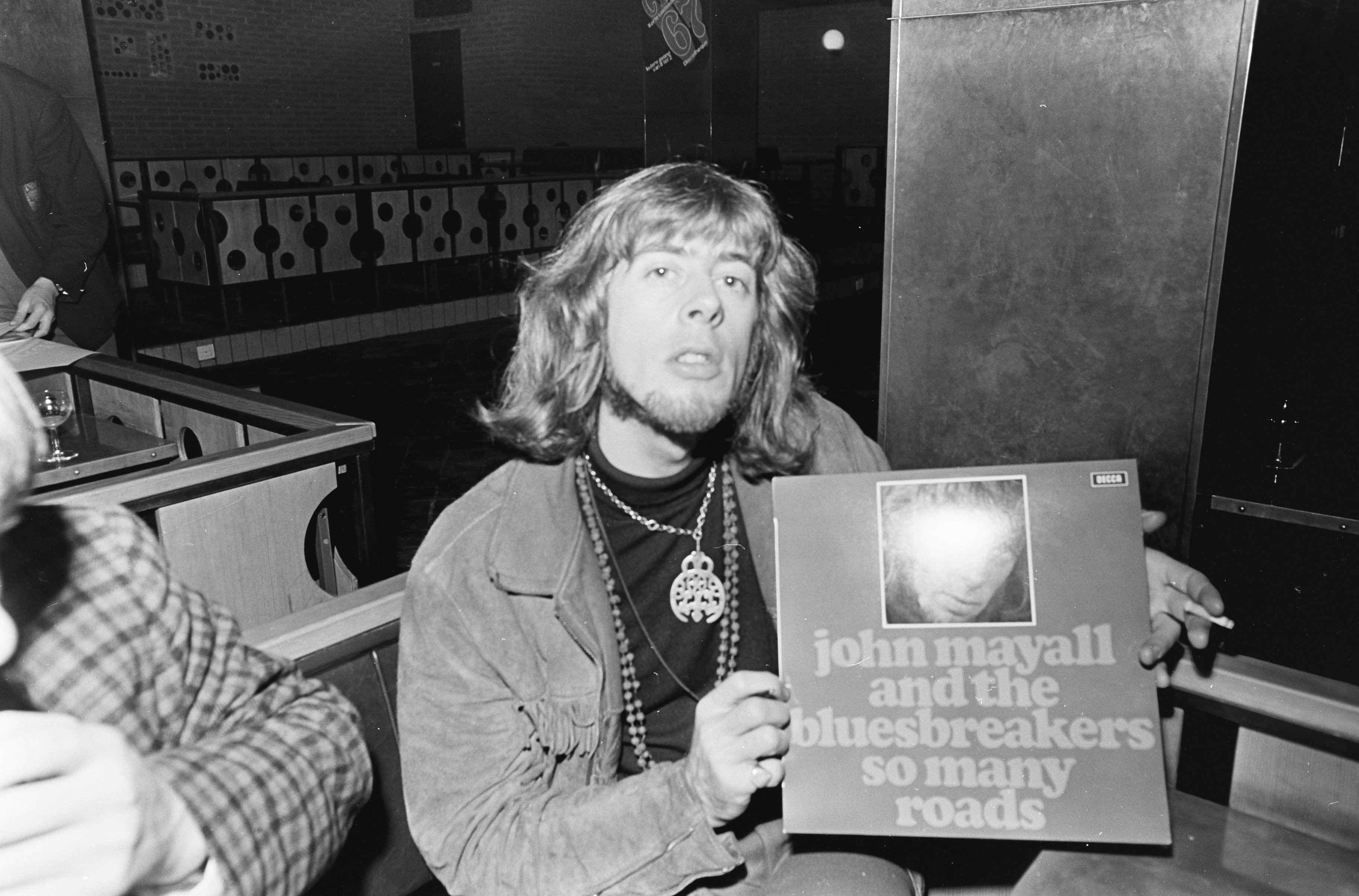
John Mayall en 1967.

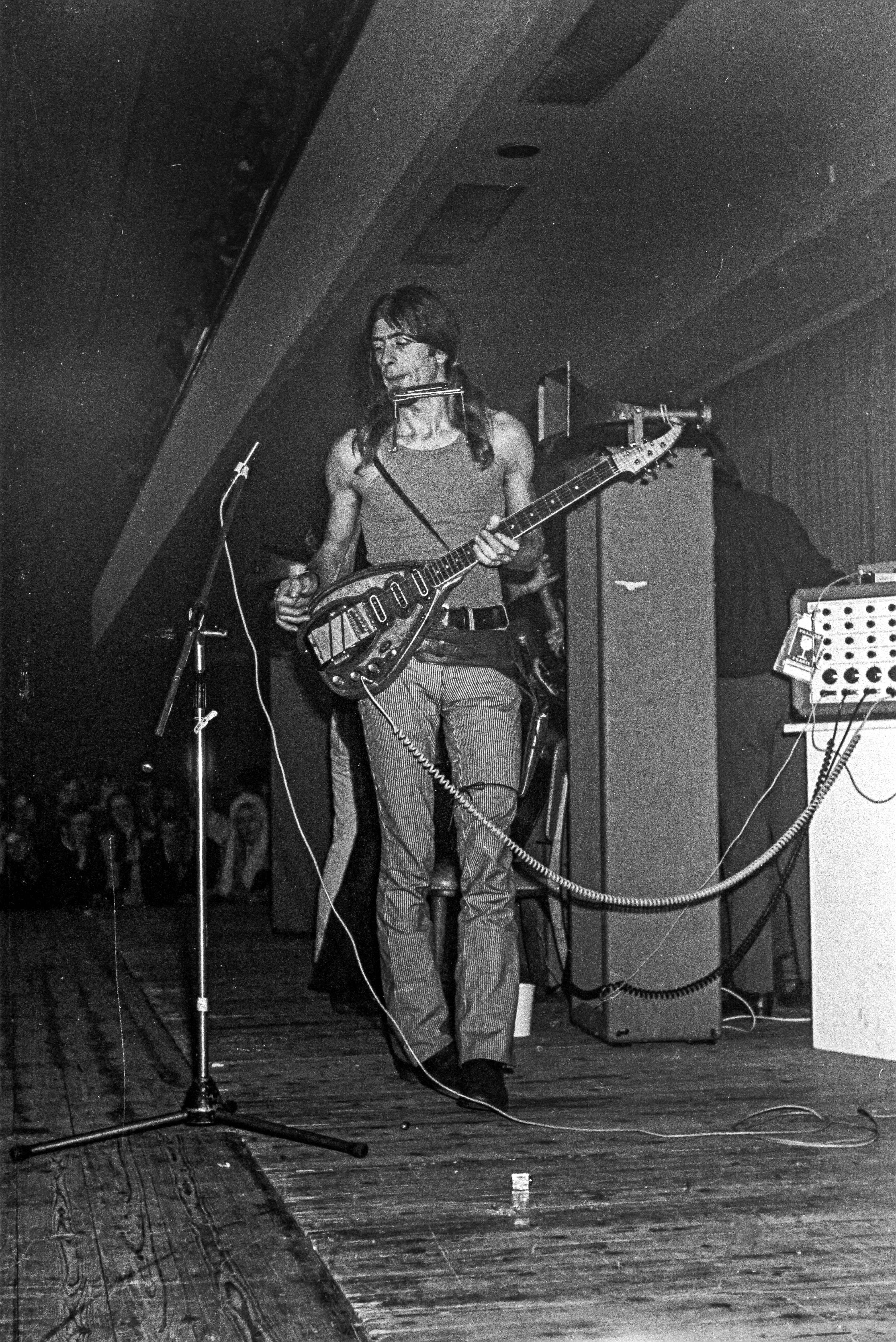
John Mayall à la Niedersachsenhalle de Hanovre en 1970.

Parti se reposer à Oxford chez son ami Ben Palmer (l'ancien guitariste des Roosters), Clapton ne reste pas inactif très longtemps après son départ des Yardbirds : dès la mi-avril 1965, John Mayall lui propose de rejoindre les Bluesbreakers. À l'époque, le groupe étant déjà une référence du blues britannique, Clapton accepte aussitôt la proposition. Échangeant sa Fender Telecaster contre une Gibson Les Paul Standard afin d'obtenir un son qui lui convienne, Clapton joue avec passion, et assoit sa réputation d'instrumentiste prodige. Ce qui ne l'empêche pas de manquer parfois de sérieux, allant jusqu'à rater certains engagements. Lassé par la routine des concerts dans les night-clubs, il abandonne les Bluesbreakers en août, pour se joindre à un groupe composite de copains supposé parcourir le monde : The Glands.

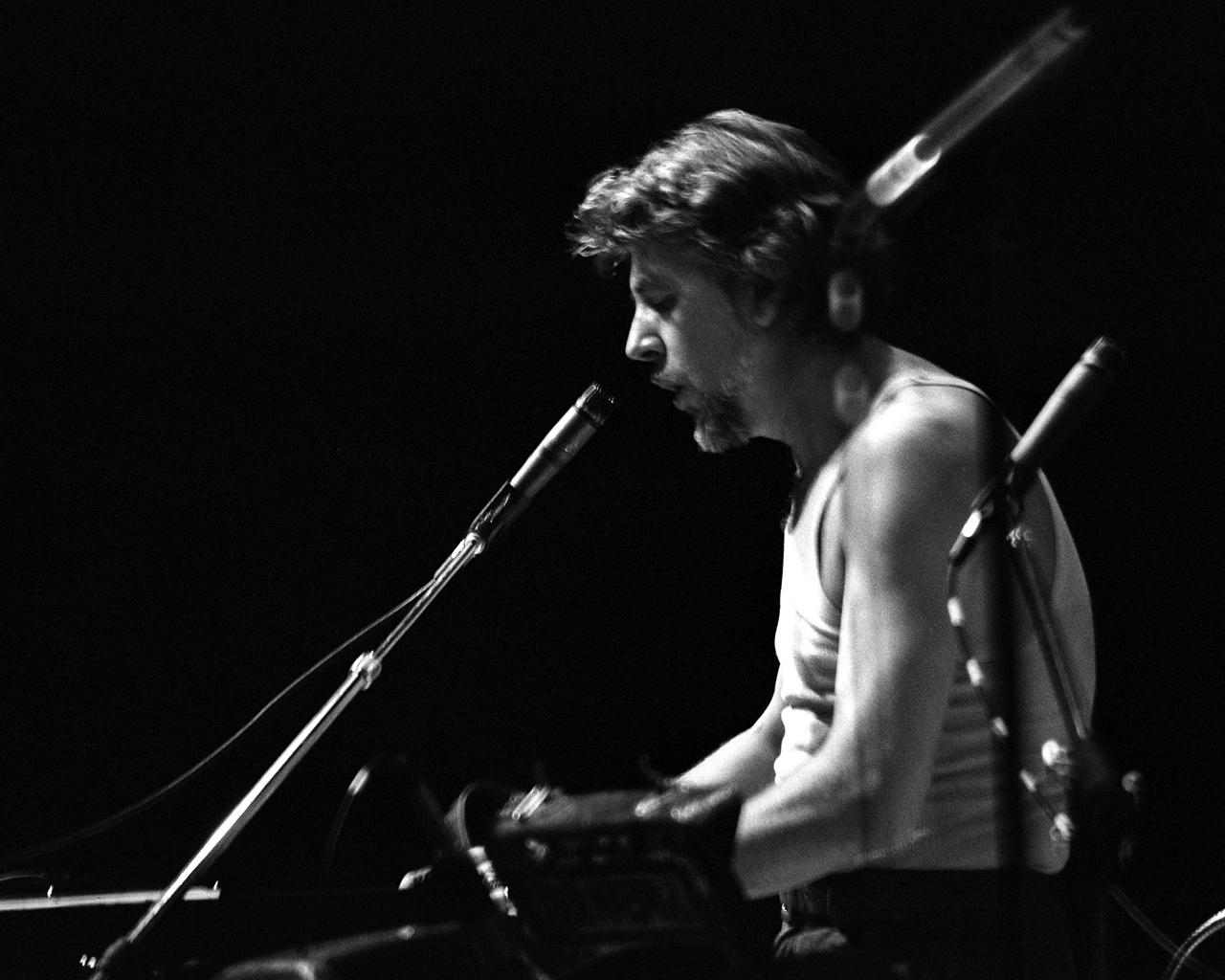
John Mayall dans les années
1980.

L'intention première de ce groupe de « musiciens voyageurs » était de voyager dans un autobus à deux étages, en jouant un peu partout. Une épopée qui ne dure que trois mois, s'achevant en Grèce, d'où ils reviennent sans un sou, après avoir eu un accident de la route et s'être presque fait kidnapper à Athènes. Clapton, qui a dû abandonner son ampli mais a réussi à conserver sa Gibson, reprend sa place au sein des Bluesbreakers, dès octobre 1965.
En mars 1966, Clapton, Mayall et les Bluesbreakers enregistrent l'album Blues Breakers - John Mayall with Eric Clapton. Considéré encore aujourd'hui comme un monument du British Blues Boom, le disque connaît un grand succès, à la fois critique et commercial, mais son titre, ambigu, ne satisfait ni les membres des Bluesbreakers, ni Clapton, qui trouve que son nom « se voit moins que celui de John Mayall ». Quand l'album sort, fin juillet, Clapton est déjà sur la route avec Cream.

### 40 ans plus tard...

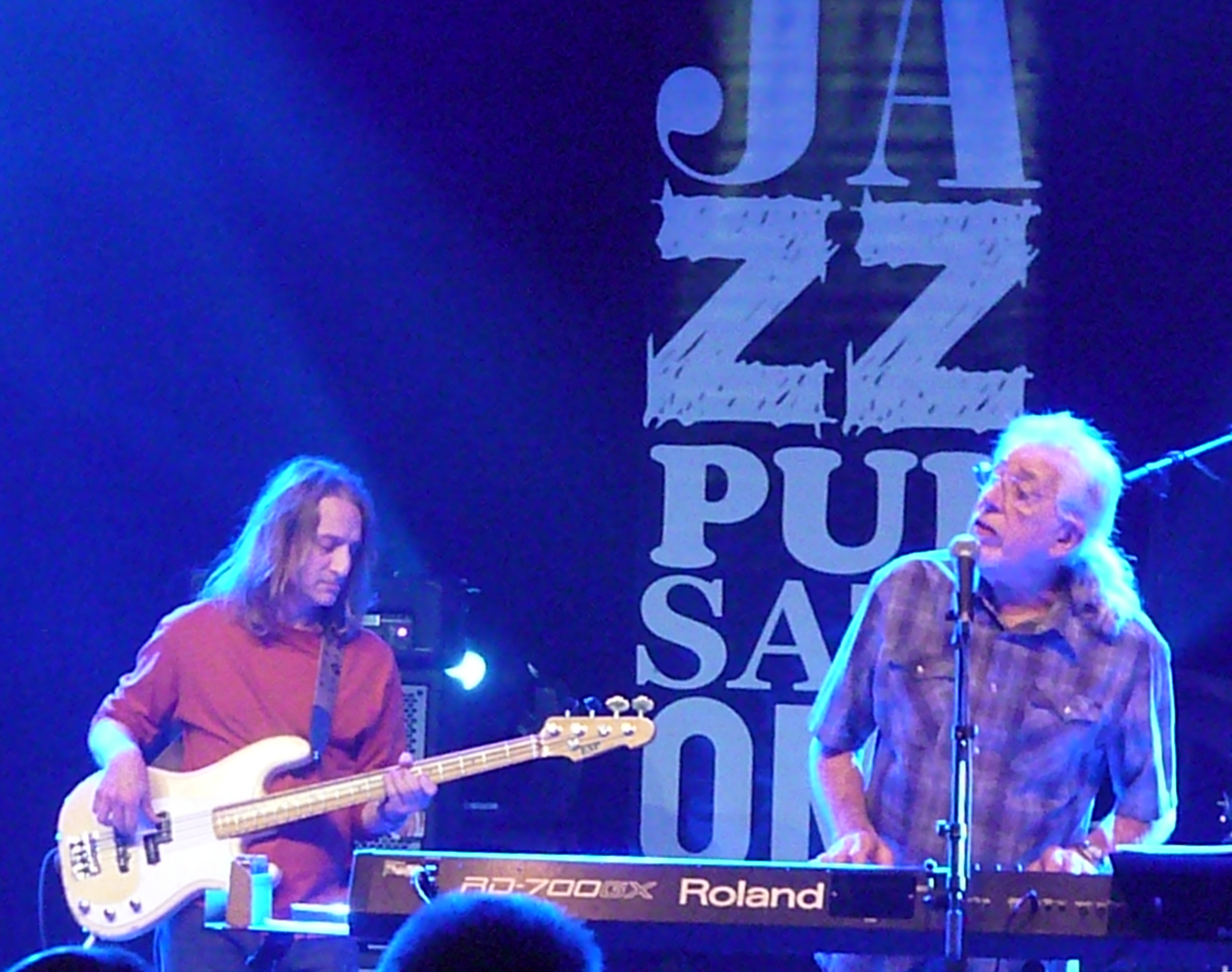
John Mayall et Greg Rzab à Nancy (France) en 2010.

En 2005, John Mayall reçoit la médaille d'Officier de l'Ordre de l'Empire britannique (OBE).
En comptant les huit CD produits par son fan-club, il a publié soixante-et-onze albums depuis 1964 (dont la moitié live) et continue de tourner en 2022 avec la même formation depuis 2009 : Rocky Athas à la guitare, Greg Rzab à la basse et Jay Davenport à la batterie. Depuis 2018, Carolyn Wonderland remplace Rocky Athas.

## Discographie

### Albums originaux (en studio et en public)
Si l'année d'enregistrement est différente de l'année de publication (qui a souvent varié selon les pays), elle est mentionnée après le titre.
Les classements sont ceux du Top 50 de Record Retailer (UK) et du Top 40 de Billboard (US).
- 1965 : John Mayall Plays John Mayall (Live at Klooks Kleek, 7/12/64)
- 1966 : Blues Breakers with Eric Clapton UK # 6
- 1967 : A Hard Road (oct.-nov. 66) UK # 10 (avec Peter Green)
- 1967 : Crusade UK # 8 (avec Mick Taylor)
- 1967 : The Blues Alone UK # 24
- 1968 : The Diary of a Band Volume 1 (oct.-nov. 67, live) UK # 27
- 1968 : The Diary of a Band Volume 2 (oct.-nov. 67, live) UK # 28
- 1968 : Bare Wires UK # 3
- 1968 : Blues from Laurel Canyon UK # 33
- 1969 : The Turning Point (live) UK # 11 / US # 32
- 1969 : Looking Back (1964-67)
- 1970 : Empty Rooms (juillet-oct. 69) UK # 9 / US # 33
- 1970 : Usa Union UK # 50 / US # 22
- 1971 : Back to the Roots (nov. 70, double 33 T) UK # 31
- 1971 : Thru the Years (1964-68)
- 1971 : Memories
- 1972 : Jazz Blues Fusion (nov.-déc. 71, live)
- 1972 : Moving On (live)
- 1973 : Ten Years Are Gone (double 33 T dont 1 live)
- 1974 : The Latest Edition
- 1975 : New Year, New Band, New Company
- 1975 : Notice to Appear
- 1976 : A Banquet in Blues
- 1977 : Lots of People (24/11/76, live)
- 1977 : A Hard Core Package
- 1977 : Primal solos (avril 66 et mai+déc. 68, live)
- 1978 : The Last of the British Blues (live)
- 1979 : Bottom Line
- 1979 : No More Interviews
- 1981 : Road Show Blues (1980, 33 T avec 1 face live)
- 1985 : Return of the Bluesbreakers (1981-82)
- 1986 : Behind the Iron Curtain (6/6/85, live)
- 1987 : Chicago Line
- 1988 : The Power of the Blues (avril 87, live)
- 1988 : Archives to Eighties (nov. 70 + janv. 88)
- 1990 : A Sense of Place (déc. 89)
- 1992 : The 1982 Reunion Concert (17/6/82, live)
- 1992 : Cross Country Blues (mai 81 et juillet 84)
- 1993 : Wake Up Call (oct.-nov. 92)
- 1995 : Spinning Coin (mai + août 94)
- 1997 : Blues for the Lost Days (oct. 97)
- 1999 : Padlock on the Blues (oct. 98)
- 1999 : Rock the Blues Tonight (1970-71, double CD live)
- 1999 : The Masters-Soundtrack to the film The Turning Point (mai-juin 69, double CD live + interviews)
- 1999 : Live at the Marquee (30/6/69)
- 2001 : Along For the Ride (fin 2000)
- 2002 : Stories
- 2003 : 70th Birthday Concert (CD live + DVD)
- 2003 : Rolling With the Blues (72-73, 80 + 82, double CD live + 1 dvd interview de nov. 02)
- 2005 : Road Dogs
- 2007 : Live At The BBC (1965-1967 + 1975)
- 2007 : Live From Austin, TX (13 sept. 93)
- 2007 : In the Palace of the King
- 2009 : Tough
- 2014 : A Special Life (nov. 2013)
- 2015 : Live in 1967 (London clubs)
- 2015 : Find a Way to Care
- 2016 : Live in 1967 - Volume 2 (London clubs)
- 2016 : Live at Jazz Fest 2016 (New Orleans, 24 avril)
- 2017 : Talk About That (fin 2016)
- 2018 : Three for the Road (live)
- 2019 : Nobody Told Me
- 2022 : The Sun Is Shining Down
- 2023 : Live in 1967 - Volume 3 (London clubs)
- 2023 : Live in France 1967-73 (double CD + 1 dvd)

### Productions Private Stash
Le fanclub de John Mayall a produit huit albums et un dvd
- 2000 : Time Capsule (enregistrements privés 1957-1962)
- 2001 : UK Tour 2K (live, 2000)
- 2001 : Boogie Woogie man (enregistrements piano solo live, 2000)
- 2003 : No Days Off (live, 2002)
- 2004 : Cookin' Down Under (dvd live)
- 2011 : Live in London (1er novembre 2010, double cd et dvd)
- 2012 : Historic Live Shows vol. 1 (6 morceaux de 1970-71 en Allemagne et 4 de 1990 au Japon et en Allemagne)
- 2012 : Historic Live Shows vol. 2 (12 morceaux 1990-1995, États-Unis et Allemagne)
- 2012 : Historic Live Shows vol. 3 (4 morceaux 1997, États-Unis et 6 morceaux, 1998 aux Pays-Bas)

### Principales compilations
- 1992 : London Blues, 1964-1969. Double CD 40 morceaux.
- 1992 : Room To Move, 1969-1974. Double CD 30 morceaux (et pas 29 comme indiqué au verso du boitier) dont deux inédits ou raretés : Bad Luck Time, extrait de l’album de Shakey Jake Harris, The Devil’s Harmonica (1971), sur lequel Mayall joue de la guitare et du piano et Brand New Band, face B inédite en album de son single Gasoline Blues (1974)
- 1997 : The Best of John Mayall, 1964-1969, As It All Began. 20 morceaux sélectionnés et commentés par Mayall.
- 2010 : So Many Roads - An Anthology 1964-1974. Coffret 4 cd 74 titres.
- 2021 : The First Generation - 1965-1974 (Coffret 35CD avec 2 livres en anglais) [3]
- 2025 : The Second Generation: Live Magic 1968-1993 (Coffret 30CD + un grand livre relié avec des photos inédites)

### Morceaux inédits isolés
John Mayall a systématiquement fait détruire, depuis ses premiers enregistrements professionnels (Decca) en 1962, toutes ses chutes de studio et autres prises alternatives. Seule une version alternative pour deux morceaux de 1967 a fait surface en 2006. Ses autres enregistrements studio restés inédits sont extrêmement rares.
- Blues Breakers with Eric Clapton a d'abord été réédité en un CD contenant l'intégralité de l'album enregistré en mono, suivi du mixage stéréo de 1969. En 2006, un double CD Deluxe edition contient ce CD et, sur le 2e, 28 morceaux bonus, dont le mixage stéréo inédit de On Top of the World, produit par Jimmy Page fin 65, et dont seule la version mono était disponible sur des compilations de British Blues.
- 1967 : L'album Raw Blues est une compilation de divers artistes, produite par Mike Vernon pour le label Ace of Clubs, contenant six morceaux inédits enregistrés par Mayall début 1966, ainsi que deux par Champion Jack Dupree accompagné, entre autres, par Mayall à l'harmonica.
- 2001 : La 2e réédition CD de l'album The Turning Point contient trois morceaux inédits (du même concert, en juillet 1969).

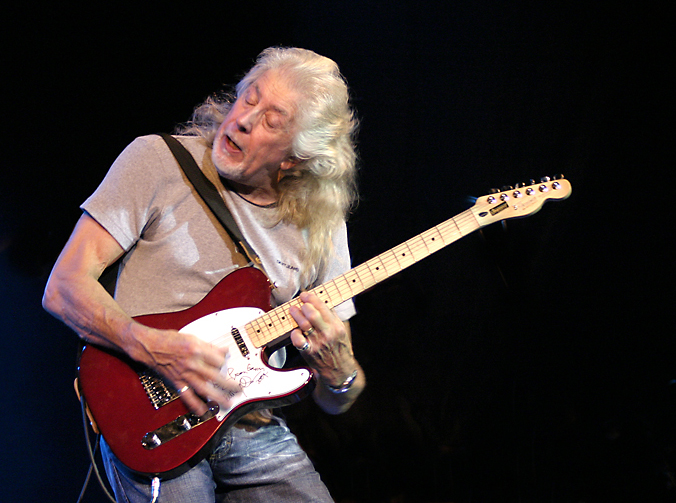
John Mayall en 2004.

- 2003 : La première réédition de l'album A Hard Road (double CD 36 titres) contient plusieurs bonus dont les quatre morceaux du 45 T EP de 1967, Bluesbreakers with Paul Butterfield, jamais parus en album. La 2e réédition (2006, 1 CD 28 titres) contient aussi ces quatre morceaux, mais plusieurs des bonus sont des titres différents de ceux de la première réédition.
- 2006 : La réédition de l'album The Blues Alone contient une version studio alternative inédite des sessions de 1967, pour Brand New Start et Marsha's Mood, les deux seules chutes de studio dont la destruction a échappé à la vigilance du patron... en 50 ans de carrière.

## Reprises
- Sur son 9e album, Key to love, paru en 2003, la guitariste et chanteuse américaine Debbie Davies reprend neuf compositions de Mayall, qui a d’ailleurs préfacé l’album.
- La chanteuse Katie Melua a repris, sur son premier album Call Off the Search, véritable hommage aux pionniers du blues, le mythique Crawling up a Hill, dans une atmosphère plus douce, instrumentale, tirant vers le jazz.